# Бень (коммуна)
Бень (фр. Baignes) — коммуна во Франции, находится в регионе Франш-Конте. Департамент — Верхняя Сона. Входит в состав кантона Се-сюр-Сон-э-Сент-Альбен. Округ коммуны — Везуль.
Код INSEE коммуны — 70047.

## География
Коммуна расположена приблизительно в 310 км к юго-востоку от Парижа, в 39 км севернее Безансона, в 9 км к юго-западу от Везуля.

## Население
Население коммуны на 2010 год составляло 86 человек.
| 1962 | 1968 | 1975 | 1982 | 1990 | 1999 | 2010 |
| ---- | ---- | ---- | ---- | ---- | ---- | ---- |
| 93   | 113  | 91   | 96   | 112  | 93   | 86   |

## Экономика
В 2010 году среди 65 человек трудоспособного возраста (15—64 лет) 49 были экономически активными, 16 — неактивными (показатель активности — 75,4 %, в 1999 году было 64,2 %). Из 49 активных жителей работали 40 человек (21 мужчина и 19 женщин), безработных было 9 (5 мужчин и 4 женщины). Среди 16 неактивных 4 человека были учениками или студентами, 9 — пенсионерами, 3 были неактивными по другим причинам.

## Достопримечательности
- Бывший литейный завод-кузница (XVIII век). Исторический памятник с 2007 года[3]

## Фотогалерея

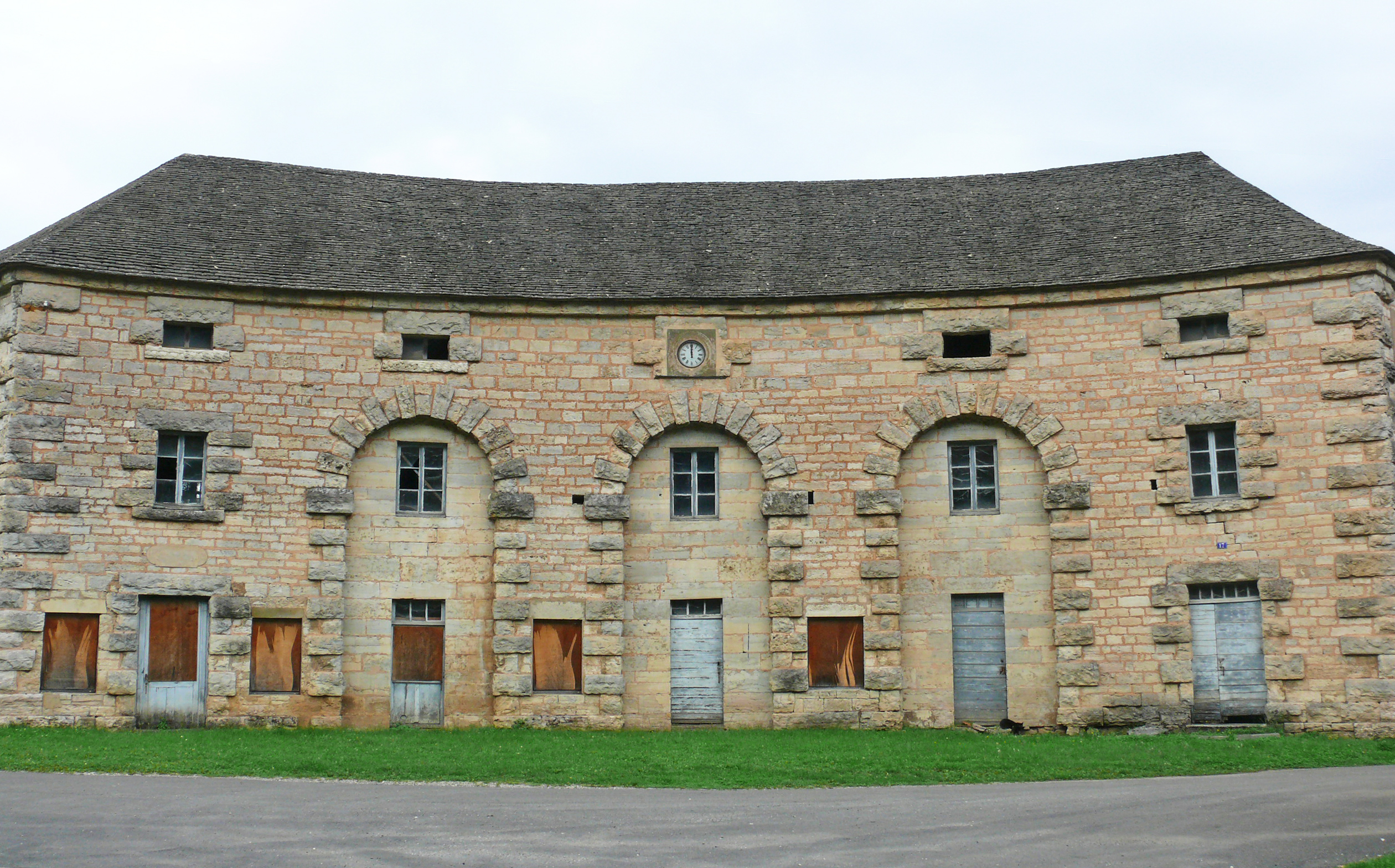
Бывший литейный завод
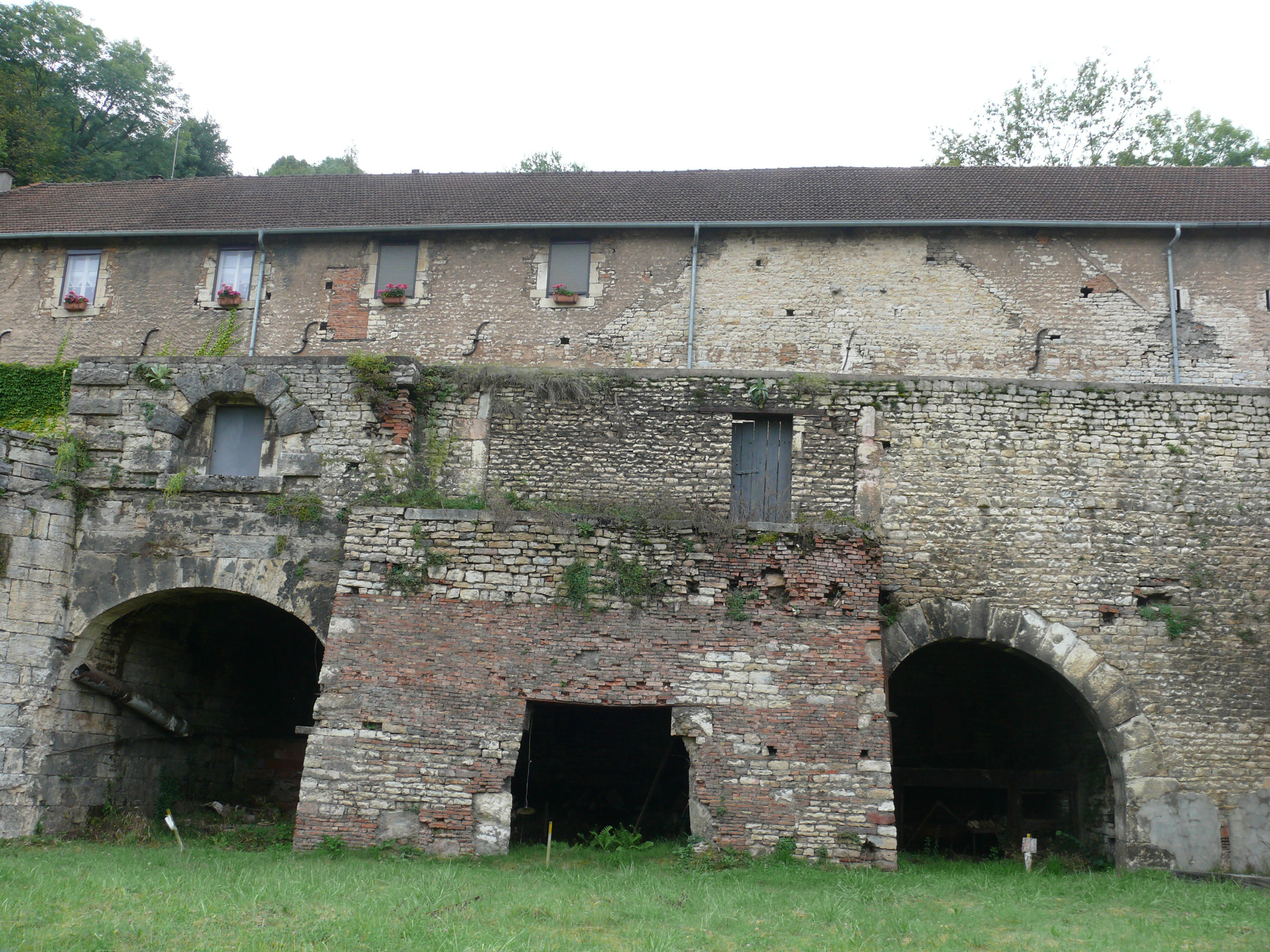
Бывший литейный завод
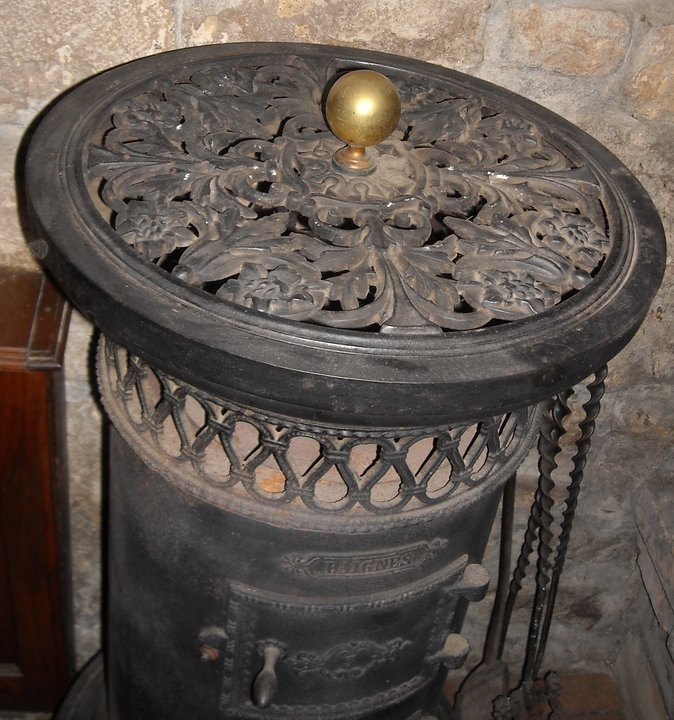
Печь, изготовленная на литейном заводе
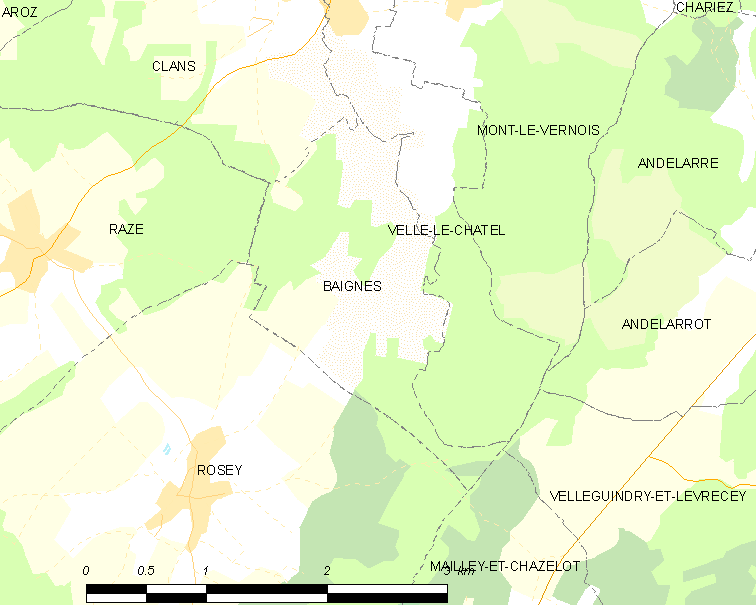
Карта коммуны